# УАЗ Патріот Спорт
UAZ Patriot Sport (УАЗ-3164) — це короткобаза версія автомобіля UAZ Patriot (колісна база зменшена на 360 мм і становить 2400 мм, довжина автомобіля - 4287 мм, об'єм багажного відділення скоротився до 960 літрів) позиціонується розробниками як автомобіль «для молодих і активних людей». Від UAZ Patriot автомобіль UAZ Patriot Sport відрізняється вужчими прорізами задніх дверей і функціонально є наступником УАЗ-3160. За рахунок коротших звисів новинка буде володіти найкращою прохідністю і меншим радіусом розвороту. Для УАЗ-3164 пропонуються два 2,7-літрових бензинових двигуни - ЗМЗ-40904 потужністю 128 к.с. і дефорсувований 112-сильний ЗМЗ-4091. Трансмісія - 5-ступінчаста МКПП від корейської Dymos Inc. Тобто, аналогічна тій, що встановлюється на базовий UAZ Patriot. У виробництво Patriot Sport запущений 1 липня 2010 року, всього випущено приблизно 2 600 одиниць.

## Технічні характеристики
| Колісна формула                            | 4 х 4                                             | 4 х 4                                             |
| Кількість місць                            | 5                                                 | 5                                                 |
| Довжина, мм                                | 4340                                              | 4340                                              |
| Ширина з дзеркалами / без, мм              | 2100/1900                                         | 2100/1900                                         |
| Висота, мм                                 | 1910                                              | 1910                                              |
| Колісна база, мм                           | 2400                                              | 2400                                              |
| Колія передніх / задніх коліс, мм          | 1600 / 1600                                       | 1600 / 1600                                       |
| Дорожній просвіт, мм                       | 210                                               | 210                                               |
| Глибина броду, мм                          | 500                                               | 500                                               |
| Маса спорядженого ам, кг                   | 2000                                              | 2000                                              |
| Повна маса, кг                             | 2600                                              | 2600                                              |
| Вантажопідйомність, кг                     | 600                                               | 600                                               |
| Двигун                                     | бензиновий, ЗМЗ-4091.10                           | бензиновий, ЗМЗ-40904.10                          |
| Паливо                                     | бензин з октановим числом не менше 92             | бензин з октановим числом не менше 92             |
| Робочий об'єм, л                           | 2.7                                               | 2.7                                               |
| Максимальна потужність, к.с. (кВт)         | 112 (82,5)                                        | 128 (94,1)                                        |
| Максимальний крутний момент, Н.м (кгс * м) | 208 (21.2) при 2500 об / хв                       | 209,7 (21.3) при 2500 об / хв                     |
| Максимальна швидкість, км / год            | 140                                               | 150                                               |
| Витрата палива, л/100 км шляху:            |                                                   |                                                   |
| при 90 км / год                            | 10.4                                              | 10.4                                              |
| при 120 км / год                           | 15.5                                              | 15.5                                              |
| Ємність паливних баків, л                  | 87                                                | 87                                                |
| Коробка передач                            | механічна, 5-ступінчаста                          | механічна, 5-ступінчаста                          |
| Роздавальна коробка                        | 2-ступінчаста                                     | 2-ступінчаста                                     |
| Привід                                     | постійний задній, з жорстко підключаємим переднім | постійний задній, з жорстко підключаємим переднім |
| Передні гальма                             | дискові, вентильовані                             | дискові, вентильовані                             |
| Задні гальма                               | барабанного типу                                  | барабанного типу                                  |
| Шини                                       | 225/75 R16 або 245/70 R16                         | 225/75 R16 або 245/70 R16                         |